# Lipša Prvoslavov
Lipša Prvoslavov (Zadar, 14. stoljeće), hrvatski graditelj
Lipša Prvoslavov, zadarski graditelj. Djelovao je tijekom prve polovice 14. stoljeća u Dubrovniku. 1326. godine pozvan je u Trebinje s dubrovačkim graditeljem Vlahom Kalendinim da gradi crkvu Obradu Vojkiniću.